# 諏訪頼忠
諏訪 頼忠（すわ よりただ）は戦国時代から江戸時代初期の武将。信濃諏訪藩の基礎をきずいた。

## 生涯

### 武田家家臣時代
この節の出典:
信濃国諏訪氏の一族。天文11年（1542年）6月、諏訪氏の当主で頼忠の従兄にあたる頼重は、甲斐国の武田信玄の諏訪侵攻で自害する。
父・満隣は、高遠頼継・矢島満清らが諏訪大社上社の諏訪大社大祝（おおほうり）の簒奪を画策すると、これに対して頼重の遺児・千代宮丸（虎王丸、又は長岌）を擁立した。その後、満隣の動向は不明。満隣の子では頼忠のほか頼豊・頼辰もそれぞれ武田家に仕えている。
諏訪大社の大祝は頼重の弟・頼高が務めるが頼高は天文11年（1542年）に殺害され、『当社神幸記』によれば、同年12月以前には頼忠が諏訪大社上社の大祝となり、12月7日には諏訪明神御渡の注進を行っている。『当社神幸記』によれば、天文16年（1547年）1月11日時点で「頼忠」を名乗っている。永禄7年（1564年）7月19日には武田氏の飛騨侵攻に際して信玄から祈祷を依頼されている。永禄8年（1565年）12月・永禄9年（1566年）には諏訪大社上社や末社の祭礼再興に尽力している。天正6年（1578年）・天正7年（1579年）には武田勝頼により諏訪大社の造営が実施され、頼忠もこれに携わっている。
天正10年（1582年）、織田信長の甲州征伐で武田氏が滅亡した際に兄が戦死し、同年6月に本能寺の変で信長が死去すると、諏訪家旧臣千野氏らに擁立されて河尻秀隆の郡代・弓削重蔵を駆逐し、信濃高島城（旧城）に入って諏訪氏の家督を継ぎ本領を回復した。

### 北条家家臣時代
信濃の混乱（天正壬午の乱）に乗じて侵攻した徳川家康に対抗して北条氏政に接近し、再起を図ろうとした。しかし同年12月、酒井忠次、小笠原信嶺ら家康の信濃平定軍に敗れて、和睦の形で臣従する事となる。

### 徳川家家臣時代
翌天正11年（1583年）3月に諏訪郡を所領として安堵された。
天正18年（1590年）、家康が関東に移ると頼忠もこれに従い諏訪を離れ、武蔵国比企郡奈良梨、児玉郡蛭川、埼玉郡羽生に計1万2,000石の所領を与えられた。文禄元年（1592年）には上野国総社に所領を移された。この頃に家督を嫡男の頼水に譲った。慶長5年（1600年）の関ヶ原の戦いでは、頼水が諏訪勢を率いて出陣し、頼忠は江戸城の留守居役を務めた。
この戦功により、慶長6年（1601年）10月に諏訪氏は旧領である信濃国諏訪高島2万7,000石へ移封となり、頼忠は再び諏訪の地を踏んだ。 
没年は慶長11年（1606年）とされるが、慶長10年（1605年）とする説がある。

## 系譜
父母
- 諏訪満隣（父）

正室
- 理昌院 ー 向山氏

子女
- 諏訪頼水 - 長男。生母は理昌院。大名諏訪家を継ぐ。
- 諏訪頼定
- 諏訪頼雄 - 四男。生母は理昌院。大名諏訪家の家老家となる。
- 諏訪頼広 - 諏訪大社大祝家となる。
- 諏訪頼盛 - 家臣。
- 高梨甚平 - 家臣。